# 唐納·霍尼格
唐纳德·弗雷德里克·霍尼格（Donald Frederick Hornig，1920年3月17日—2013年1月21日）是一位美国化学家、炸药专家、教师和总统科学顾问。 他曾於1970年至1976年期間担任布朗大学校长。

## 生活与事业
霍尼格生于密尔沃基。他就读于密尔沃基乡村走读学校，然后在哈佛大学获得化学学士学位。1943年，他在哈佛大学獲得博士學位，當時年僅23歲。1943年7月17日，他與科學家莉莉·霍尼格結婚。這對夫妻共育有四位子女：其中喬安娜（Joanna）、艾倫（Ellen）和萊斯利（Leslie）是他們的女兒，克里斯托弗（Christopher）是他們的兒子。
毕业后，他开始在伍兹霍尔海洋研究所水下炸药实验室工作。在那工作期間，有人邀請他參與一份新工作，但没有人向他透露他的职责是什么，也没有告诉工作地點。一開始他拒絕了這份邀請，但是哈佛大學校長詹姆斯·布莱恩特·科南特勸他重新考慮一下。最終他加入了洛斯阿拉莫斯實驗室，成為曼哈顿计划的一個小組的負責人。他協助製造了第一枚原子彈三位一體，並親眼目睹了它的爆炸，這是原子彈的首次爆炸。在三位一體爆炸的前一天，他兩次登上塔樓，安撫緊張不安的罗伯特·奥本海默博士，確保一切安好。
1946年，他加入布朗大学擔任助理教授，並於1951年晉升為正教授。1951年至1952年，他擔任研究生院的副院長，然後在次年擔任代理院長。1957年，他當選美国国家科学院院士，同年他來到普林斯顿大学教書，後來成為普林斯頓大學化學系系主任。 